# Michael Andrew Law
Michael Andrew Law, all’anagrafe Law Cheuk Yui (羅卓睿S; Hong Kong, 13 novembre 1982), è un pittore cinese dell'autonoma Hong Kong, che è anche produttore cinematografico, mecenate e proprietario della Galleria Michael Andrew Law, sempre ad Hong Kong.

## Biografia

### Carriera
Law ha studiato pittura con un docente della Central Academy of Fine Arts di Pechino e con il pittore classico newyorkese Dan Anderson. Nel 2008 ha fornito i fondi per la Eco Association Ltd e ha co-fondato la Nature Art Workshop. Nel 2015 ha fondato la Galleria Michael Andrew Law e nel 2016, la Scuola di Belle Arti Michael Andrew Law.

### Opere
I suoi primi lavori sono stati principalmente nel campo del fumetto e dell’illustrazione, pubblicati in diverse riviste come il Kung Kao Po, la Catholic Children's Bible e diversi altri libri di preghiere.
Opere figurative
In quanto “Fine Artist” Law ha lavorato a diverse opere di realismo figurativo in grande scala. Umanità è un dipinto ad olio ambientato in un prato sull’isola di Hong Kong, questa tela narrativa ci mostra un gruppo di bambini che condividono un angolo della pacifica natura, mentre gli adulti si accalcano verso la giungla del dio-denaro.
L’opera è stata esposta all’Avenue of Stars di Hong Kong e a Queen Victoria Street ad Hong Kong nel 2009.
Collezionisti
Fernandes Terresita Fernández, ex membro della Federal Art Commission degli Stati Uniti, Theaster Gates, direttore del dipartimento di arti visive alla University of Chicago, e Marilyn Minter, direttore di dipartimento alla New York Academy of Visual Arts, ed altre celebrità inclusi gli artisti ed imprenditori Jeff Koons, Takashi Murakami, e il dott. Tony Nader annoverano opere di Law nelle loro collezioni private. Ha partecipato a mostre di gruppo in location di tutto il mondo, incluso l’Art Basel Hong Kong. Attualmente Law vive e lavora ad Hong Kong con la sua compagna Michelle Yu Ting-Yan.
Ritratti per la Chiesa Cattolica
Un altro elemento preponderante della sua carriera sono le opere a tema biblico, Law ha realizzato diversi ritratti di importanti figure della Chiesa Cattolica, come Papa Giovanni Paolo II, Papa Benedetto XVI, Madre Teresa, e li ha esposti a livello nazionale essendo riconosciuto dalla Chiesa, con collezionisti come Joseph Zen Ze-kiun, il cardinale cattolico cinese.
Ritratti per la David Lynch Foundation
L’esibizione di Law chiamata “From Unmanifest to Manifest in the Art of Hyper Pop Surrealism.” ha raccolto con la David Lynch Foundation un fondo di beneficenza per ridurre l’epidemia di traumi e stress tossici nelle popolazioni a rischio. Sono stati esposti ritratti ad olio raffiguranti Maharishi Mahesh Yogi, il Presidente John Hagelin, il regista David Lynch Professor Fred Travis, and Bob Roth,, il professor Fred Travis e Bob Roth, CEO della David Lynch Foundation.

### Mostre
- 2013 Exhibition at NatureArt Gallery DeTour 2013[7]
- 2009 Exhibition The Avenue of Stars[8]
- 2007 Guest and Exhibition The Peak Galleria Hong Kong[9]
- 2007 Invited workshop exhibition, Elements, Hong Kong
- 2006 Collection by Cardinal Zen Ze-kiun and exhibited at Catholic Church of Hong Kong.
- 2004 - 2007, Exhibition, Hong Kong Central Library.
- 2005 Illustrator for Kung Kao Po
- 2004 Group Exhibition, Wanchai Tower
- 2003 Group Exhibition, Hong Kong Convention and Exhibition Centre.
- 2003 Winner of I luv Hong Kong Painting Competition, exhibition at The Landmark (Hong Kong).

### Pubblicazioni scelte
- CHINA: CONTEMPORARY PAINTING (ISBN 978-88-89431-07-8)
- International Contemporary Painting (ISBN 978-88-89431-07-8)
- Traditional & Contemporary Chinese Brush (ISBN 1-903975-19-0)
- A Tradition Redefined: Modern and Contemporary Chinese Ink Paintings from the Chu-tsing Li Collection (ISBN 0-300-12672-7)
- Michael Andrew Law
 Pale Hair Girls Catalogue (Volume 1), 2014
 Cheukyui Law, Michael Andrew Law,  exhibition catalogue., (ISBN 978-1503372115)
- iEgoism
 Paperback, 2015
 Michael Andrew Law,
Publisher: XLIBRIS  Eassay., (ISBN 978-1499021240)
- Chinese Contemporary Artist Full Coloured Edition 
Michael Andrew Law Studio, 
 Michael Andrew Law, 
Hong Kong Art Basel,  Michael Andrew Law Studio.,
 (ISBN 978-1508758945)
- Christmas Everyday 
Michael Andrew Law Studio, 
Michael Andrew Law ,
Studio Cheukyui, Florence Lawman  Christmas Everyday.,
 (ISBN 978-1505583922)
- Conceptz on woods, 2015
Michael Andrew Law Exhibition Catalogue , Studio Cheukyui, Los Angeles
Michael Andrew Law,  Michael Andrew Law – Conceptz on woods.
 (ISBN 978-1511592086)
- iEgoism Paintings, 2015
Michael Andrew Law Exhibition Catalogue Volume 3, Studio Cheukyui, Los Angeles
Michael Andrew Law,  Michael Andrew Law – iEgoism Paintings.
 (ISBN 978-1511592291)